# Микола Стражеско (монета)
«Мико́ла Страже́ско» — ювілейна монета номіналом 2 гривні, випущена Національним банком України. Присвячена 130-річчю від дня народження Миколи Дмитровича Стражеска — ученого-медика, який був основоположником вітчизняної кардіології. Микола Стражеско — один із засновників нинішнього Інституту кардіології АМН України, для діяльності якого характерний клініко-експериментальний напрям досліджень. Неоціненним внеском ученого і його сподвижників у справу лікування захворювань кровотворних органів є атлас і посібник з гематології.
Монету введено в обіг 28 квітня 2006 року. Вона належить до серії «Видатні особистості України».

## Опис та характеристики монети
| Номінал грн. | Метал      | Маса, грам | Діаметр, мм. | Якість виготовлення       | Гурт     | Тираж, штук |
| ------------ | ---------- | ---------- | ------------ | ------------------------- | -------- | ----------- |
| 2            | нейзильбер | 12,8       | 31           | спеціальний анциркулейтед | рифлений | 45 000      |

### Аверс
На аверсі монети зображено: на фоні кола стилізоване серце із судинами, по колу напис «ІНСТИТУТ КАРДІОЛОГІЇ ІМЕНІ М. Д. СТРАЖЕСКА», над ним — малий Державний Герб України, праворуч півколом розміщено напис «НАЦІОНАЛЬНИЙ БАНК УКРАЇНИ»; унизу — «2 ГРИВНІ 2006», а також логотип Монетного двору Національного банку України; ліворуч — вертикальна композиція, яка складається з краплин і назв розділів медицини.

### Реверс
На реверсі монети зображено портрет М. Д. Стражеска, ліворуч вертикально в три рядки розташовані написи: «1876—1952/АКАДЕМІК/М. Д.СТРАЖЕСКО».

## Автори

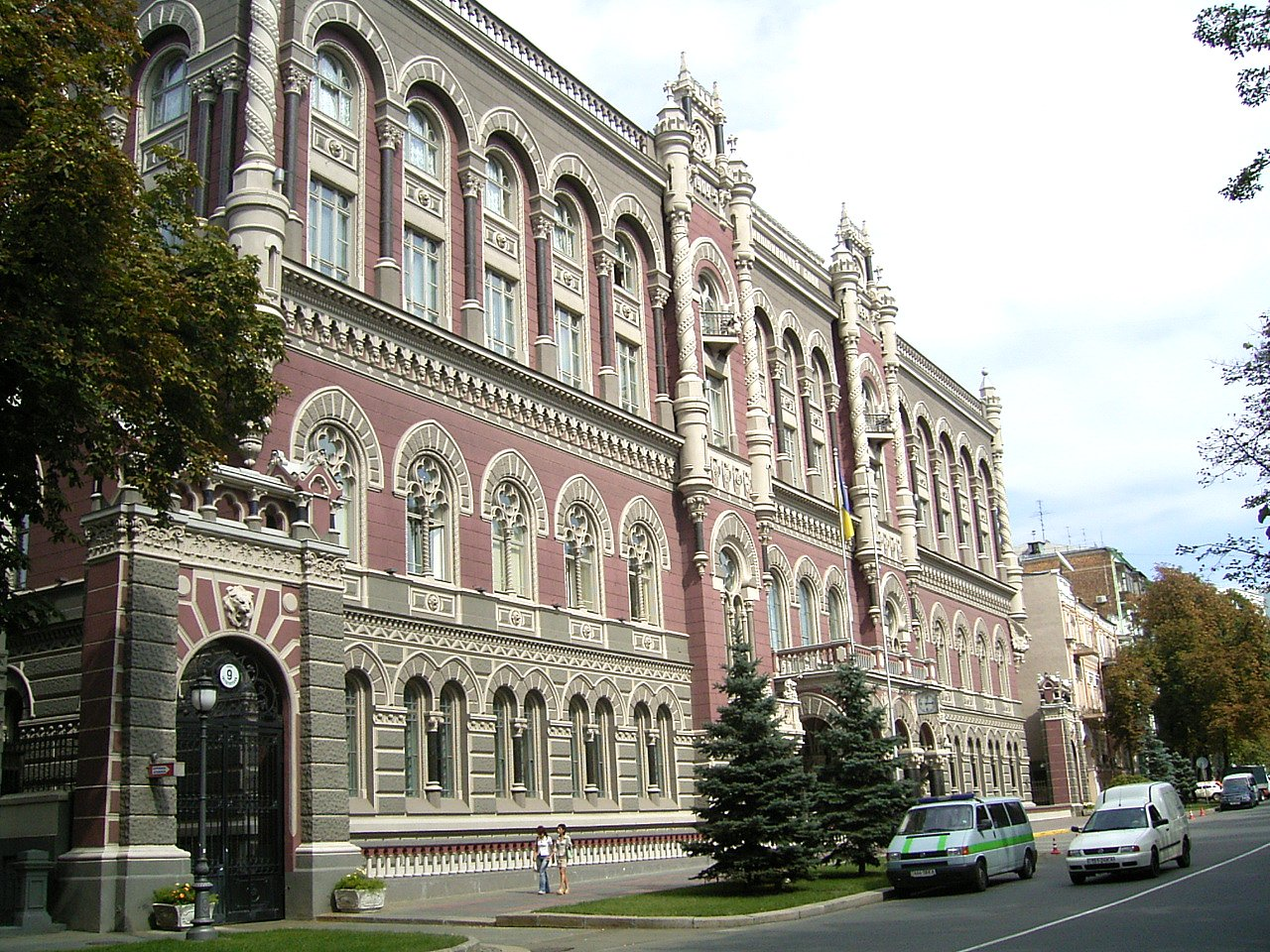
Будівля Національного банку України

- Художники: Домовицьких Наталія, Терьохіна Оксана.
- Скульптори: Дем'яненко Володимир, Атаманчук Володимир.

## Вартість монети
Ціна монети — 15 гривень, була зазначена на сайті Національного банку України 2011 року.
Фактична приблизна вартість монети з роками змінювалася так:
| Рік        | 2010 | 2011 | 2012 | 2013 | 2014 | 2015 | 2016 | 2017 | 2018 | 2019 | 2020 | 2021 | 2022 | 2023 | 2024 | 2025 |
| ---------- | ---- | ---- | ---- | ---- | ---- | ---- | ---- | ---- | ---- | ---- | ---- | ---- | ---- | ---- | ---- | ---- |
| Ціна, грн. | 17   | 20   | 20   | 20   | 30   | 30   | 35   | 45   | 50   | 50   | 50   | 55   | 60   | 100  | 110  | 120  |

## Знищений тираж

Аверс знищеного тиражу монети з помилками у назвах розділів медицини

2006 року було відкарбовано перший тираж монети, присвяченої Миколі Стражеско. Після того, як партії монет було розвезено до регіональних управлінь НБУ для введення в обіг у регіонах, на монеті було виявлено помилки, а саме у назвах медичних розділів кардіологія і ендокринологія, де замість букв «К», було зображено букви «Х», у результаті вийшли слова «хардіологія» та «едрохринологія». Після виявлення помилок, монети з усіх регіонів було повернуто до Києва, після чого весь тираж було знищено. Таким чином монети в обігу ніколи не були. Пізніше відкарбували нову монету, яка зараз перебуває в обігу, на ній аверс зазнав сильних змін, реверс лишили таким самим, як і на першому тиражі монети.
За непідтвердженою інформацієї вціліло 1 або 2 екземпляри монети з першого тиражу.